# ウォーリス・ディーステルマイヤー
ウォーリス・ディーステルマイヤー（Wallace Diestelmeyer、1926年7月14日 - 1999年12月23日）は、カナダ出身の男性フィギュアスケート選手。1948年サンモリッツオリンピックペア銅メダリスト。パートナーはスザンヌ・モロー。
オンタリオ州キッチナーに生まれ、同州オークビルで生涯を終えた。

## 経歴
- 男子シングルとペアで主に活動し、双方で頭角を現した。ジュニア時代からフロライン・デュシャルムと組み1942年カナダフィギュアスケート選手権で優勝。第二次世界大戦後の1946年にはジョイス・パーキンスと組み再び優勝を果たす。
- 1946年以降はスザンヌ・モローと組み、1947年、1948年カナダフィギュアスケート選手権のペアで優勝。1948年には男子シングルとアイスダンスでも優勝を果たす。
- 1948年サンモリッツオリンピックペアで銅メダルを獲得、男子シングルでは12位となった。
- 競技から退いた後、トレーナーとして活動。1999年死去。

## 主な戦績

### 男子シングル
| 大会/年      | 1946-47 | 1947-48 | 1948-49 |
| ------------ | ------- | ------- | ------- |
| オリンピック |         | 12      |         |
| 世界選手権   |         |         | 9       |
| カナダ選手権 | 2       | 1       |         |

### ペア
| 大会/年      | 1946-47 | 1947-48 |
| ------------ | ------- | ------- |
| オリンピック |         | 3       |
| 世界選手権   |         | 3       |
| カナダ選手権 | 1       | 1       |

戦績はスザンヌ・モローと組んで以降。